# Corrado Galzio
Corrado Galzio (Noto, 3 novembre 1919 – Noto, 19 aprile 2020) è stato un pianista italiano.
Ha fondato il Festival Internazionale NotoMusica ed il Conservatorio Italiano di musica di Caracas, ha promosso la divulgazione della cultura musicale e gli interscambi tra Italia e Venezuela, paese in cui ha svolto un'intensa attività come artista, docente e direttore di programmi radio e televisivi di successo. Gli è ampiamente riconosciuto il merito di essere il padre della cultura della musica da camera nel paese latinoamericano.

## Biografia

### I primi anni e la guerra (1919-1947)
Corrado Galzio nasce a Noto, cittadina nel sud della Sicilia, dichiarata dall’UNESCO patrimonio dell’umanità per il pregio delle sue architetture barocche. A Noto inizia gli studi di pianoforte ancora giovanissimo sotto la guida del Maestro Giuseppe Scopa. A otto anni si trasferisce a Milano per proseguire gli studi che completerà a Roma presso il Conservatorio Santa Cecilia sotto la guida del Maestro Renzo Silvestri. Partecipe della vita dell’Italia del tempo, si segnala per i meriti artistici. Cura per Radio Roma un programma di musica classica dal vivo e vince il Premio Littoriale per il pianoforte nel 1940. Nello stesso anno parte in guerra come volontario.

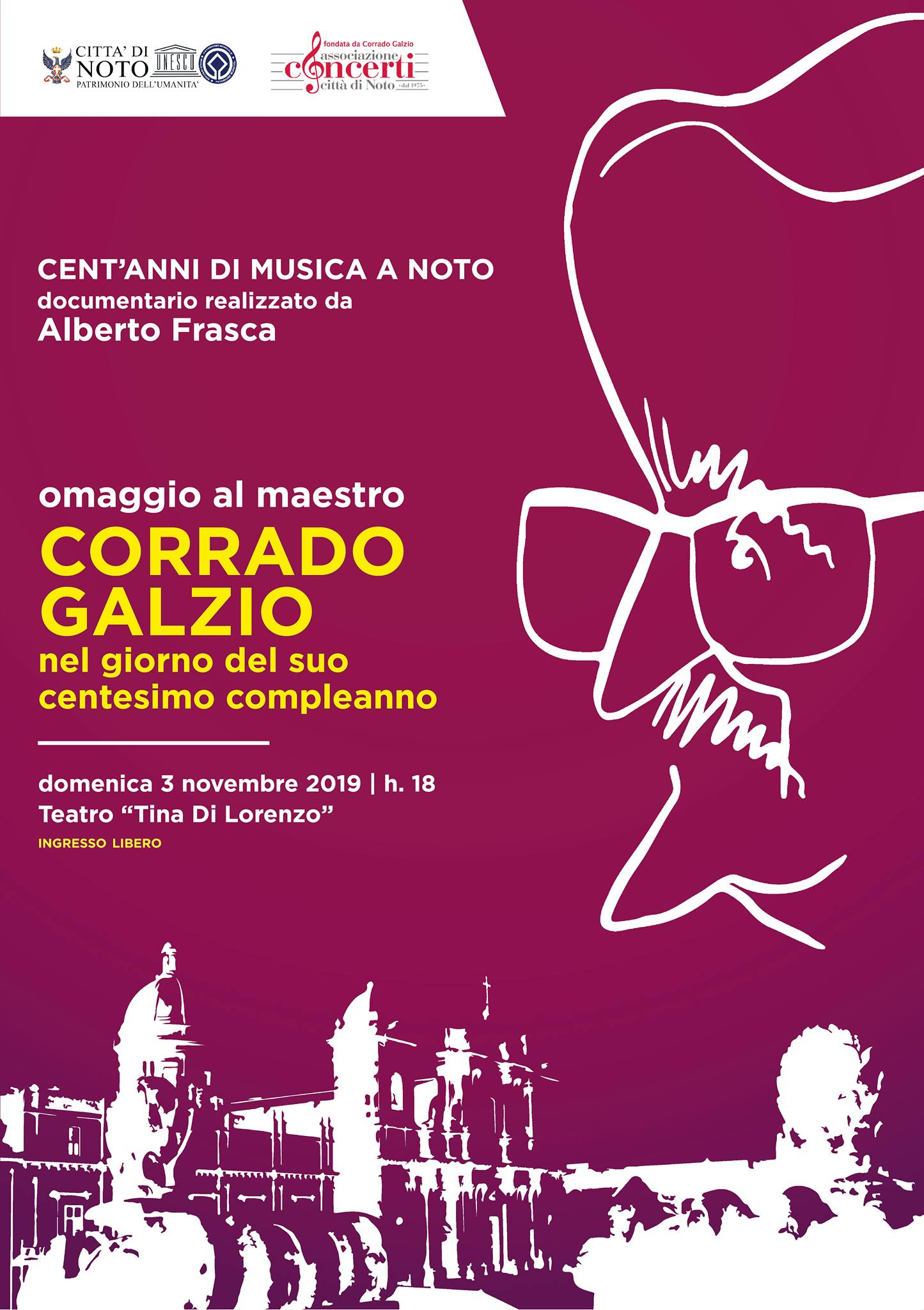
Locandina 100 compleanno Corrado Galzio

### Il Venezuela (1947-2020)
Nel 1947 emigra in Venezuela. I primi anni di attività nel nuovo paese sono segnati dal fervore pionieristico. A Maracaibo è docente all'Accademia di Musica, a San Cristobal, è alla direzione del Conservatorio di Stato, a Caracas, fonda il Conservatorio Italiano di Musica e il Centro Culturale Monte Sacro sede di concerti e incontri con personalità del panorama internazionale. Dall’Italia rispondono al suo richiamo illustri colleghi dell'Accademia Nazionale di Santa Cecilia, che daranno lustro al Conservatorio e con cui avvia un’intensa attività concertistica che lo porterà sui palcoscenici di tutto il mondo Il Centro Culturale Montesacro ospita tuttora l'Orchestra Sinfonica Municipale di Caracas.
Nel 1952 fonda il programma radio Tema con Variaciones, che, con l’avvento della televisione, sarà trasmesso dal vivo anche sul più importante canale televisivo nazionale. Tema con Variaciones diffonde in tutto il paese i concerti delle varie formazioni cameristiche a cui ha dato vita il Maestro Galzio e le interviste alle figure più celebri d'Europa e America su temi culturali e di attualità. Radio Capital Caracas continua a trasmettere tutt'oggi Tema con Variaciones a cura del Professore Einar Goyo Ponte dell'Università Andrés Bello. Per la lunga e ininterrotta attività, il programma costituisce una delle istituzioni culturali più antiche e stabili del paese.

### L'attività concertistica
All'impegno radiofonico e alla gestione di varie istituzioni musicali in Italia e in Venezuela, il Maestro Corrado Galzio associa sempre un’intensa attività concertistica che lo porta a esibirsi con numerosi esponenti internazionali della musica da camera, tra cui Gaspar Cassadó, Antonio Yanigro, Ricardo Odnoposoff, Dino Asciolla, Berle Senofsky, Suna Kan, Uto Ughi, Corrado Romano, Michel Rabin, lona Brown, Thèrèse Green-Coleman, Lisa Della Casa, Salvatore Accardo, Ruggero Ricci, Christian Ferras, Pierre Fournier.
Con i musicisti dell'Accademia Nazionale di Santa Cecilia il Maestro Galzio ha dato vita a varie formazioni cameristiche, il Quartetto Galzio, l'Ensemble, I Solisti di Santa Cecilia. Si tratta di gruppi dotati di una struttura libera, aperta alle varie combinazioni della musica da camera, come terzetti, quartetti, quintetti, e sestetti. Con questi complessi ha effettuato tournée in Europa, America Latina, Asia, Medio Oriente, Unione Sovietica, Stati Uniti, Cina, riscuotendo successo di pubblico e di critica.
Costante è stato l’impegno di Corrado Galzio nel diffondere le composizioni degli autori venezuelani. Nei suoi concerti, oltre al grande repertorio classico (Bartok, Beethoven, Brahms, Chopin, Debussy, De Falla, Donizetti, Dvorák, Fauré, Franck, Grieg, Glinka, Gluck, Mozart, Mendelssohn, Prokofiev, Ravel, Schubert, Schumann, Strawinskij, Tartini), ha sempre presentato opere di autori venezuelani, quali Blanca Estrella, Reynaldo Hahn, Rhazés Hernández López, Juan Bautista Plaza.
Musiche originali sono state scritte ed espressamente dedicate al Maestro Galzio da illustri compositori, quali Primo Casale, Raffaele Gervasio, Nino Rota, Ennio Morricone, Stefano Sollima, Giovanni Ferrauto e Blanca Estrella.

### L'Associazione Concerti, il Festival Internazionale di Musica e la Scuola di Archi
Convinto assertore che “non c'è cultura senza cultura musicale”, nel 1975 fonda l'Associazione Concerti Città di Noto. Il suo intento è stimolare la vita artistica della città natale dando nuova linfa alla sua tradizione musicale. Il Festival Internazionale NotoMusica in estate, la Stagione Concertistica lungo l’anno, i concerti nelle scuole e nei centri limitrofi, i corsi di Didattica Musicale sono il risultato del suo impegno. Anno dopo anno, dal 1975 a oggi, il Festival, che assicura alla città la presenza di un turismo culturale di qualità, costituisce un appuntamento imperdibile per quanti amano la grande musica classica. Ormai alla sua quarantacinquesima edizione, il Festival ha ospitato artisti e formazioni orchestrali di fama internazionale. Oltre ai numerosi solisti dell'Accademia Nazionale di Santa Cecilia, tra cui Vincenzo Mariozzi, Ugo Gennarini, Nicolae Sarpe, Antonio Salvatore, Fausto Anzelmo, si sono esibiti a Noto Salvatore Accardo, Bruno Canino, Alirio Díaz, Suna Kan, Katia e Marielle Labèque, Franco Maggio Ormezowski, Antonio Pappano, Luis Quintero, Katia Ricciarelli, Ruggero Ricci, Uto Ughi.
Il Festival ha ospitato anche famosi interpreti e autori di musica jazz e di colonne sonore, quali Ennio Morricone, Luis E. Bacalov, Stefano Bollani, Dee Dee Bridgewater, Paolo Fresu, Richard Galliano, Rosario Giuliani, Enrico Rava, Danilo Rea, Peppe Servillo. Oltre alle orchestre italiane ed europee, tra cui l'Orchestra del Teatro Massimo Bellini, l'Orchestra da Camera di Torino, la European Community Chamber Orchestra, sono intervenuti al Festival numerosi artisti e formazioni orchestrali venezuelane, tra cui l'Orquesta Sinfónica Simón Bolívar, Teresa Carreño Youth Orchestra, l'Orquesta Sinfónica Municipal de Caracas, l'Orquesta Sinfónica Venezuela, l'Orquesta Sinfónica de Maracaibo, a conferma del profondo legame del Maestro con il paese di adozione.
Nel 1997, Corrado Galzio fonda la Scuola D'Archi di Noto, ridando vita alla scuola degli anni ‘30 fondata dal suo maestro Giuseppe Scopa, al quale, anche così, ha voluto rendere un tributo. La scuola è costituita da due classi di violino, da una di pianoforte complementare, e da una classe di voci bianche per un totale di circa 50 allievi di età compresa tra 7 e i 12 anni. È totalmente gratuita e risponde alla missione di“alfabetizzazione musicale" perseguita dal Maestro Galzio.

### Gli ultimi anni
Nel 2006, a 87 anni di età, il Maestro si esibisce in Turchia, Pakistan, e Germania con l'Ensemble di cui fanno parte Ugo Gennarini al clarinetto, Francesco Sorrentino al violoncello e Myriam Dal Don al violino. L'ultima esibizione pubblica è del 2015, in occasione dell'anniversario dei 40 anni del Festival, in cui il Maestro esegue una composizione a lui dedicata da Raffaele Gervasio agli esordi della sua carriera concertistica.
Il 3 novembre del 2019 la città di Noto festeggia i cento anni del Maestro con una grande cerimonia organizzata dall'Amministrazione Comunale e dall'Associazione Concerti Città di Noto, presso il teatro Tina Di Lorenzo. Nel corso della manifestazione, il Sindaco esprime tutto il riconoscimento della Città al Maestro pianista, fondatore di NotoMusica. Il Presidente dell'Associazione Concerti, Alberto Frasca, ripercorre la storia dei cento anni della musica a Noto che s'intreccia con la biografia del Maestro. La serata si conclude con gli auguri in video di Salvatore Accardo, Uto Ughi , Ennio Morricone, e con la lettura dell'omaggio dei Maestri dell'Accademia Nazionale di Santa Cecilia, compagni di tournée, e dell’Ambasciata del Venezuela.
Corrado Galzio si è spento nella sua amata città natale il 19 aprile del 2020. A Corrado Galzio è stata intitolata la Scuola Musicale della Città di Noto per iniziativa del Sindaco Corrado Bonfanti, che ha voluto così riconoscere la grande eredità musicale che il Maestro ha trasmesso nei suoi cento anni di vita. Commossi ricordi sono stati pubblicati in Italia e in Venezuela. Il programma radio Tema con variaciones gli ha dedicato una trasmissione speciale mandando in onda una selezione delle sue interpretazioni musicali.

## Onorificenze
Onorificenza di Cavaliere della Repubblica Italiana, 1956
Oleandro D’Oro del Comune di Noto, 1997
Premio Italia nel Mondo, 1998
Premio Noto all’Eccellenza, 2015
Premio Andrés Bello (1978 e 1995) per l’apporto dato allo sviluppo culturale del Venezuela
Orden Francisco de Miranda in riconoscimento del contributo dato al progresso della nazione
L'Ordre du Merite Culturel della Repubblica Popolare della Polonia per l’apporto e la diffusione della cultura e dell’arte polacca

## Discografia parziale
| Anno di rilascio | Titolo                                                                       | Casa Discografical   | Etichetta | Genere | Nota |
| ---------------- | ---------------------------------------------------------------------------- | -------------------- | --------- | --- | ---- |
| 2005             | Quartetto Galzio di Caracas - Brahms, Fauré                                  | Italia Mondo Cultura | CD        | Copenhagen, 20 Maggio 1976 - Corrado Galzio (piano) - Olaf Ilznis (violin) - Mario Mescoli (viola) - Antonietta Franzosa (cello) - Caricature in copertina di RAS (Eduardo Robles Piquer) |      |
| 2006             | Suna Kan & Corrado Galzio Brahams, Grieg, Bartok, Dvorak                     | Italia Mondo Cultura | CD        | Registrazione dal vivo, 1983, Messina |      |
| 2006             | Salvatore Accardo & Corrado Galzio: Schuman, Schubert, Mozart                | Fonè                 | CD        | Registrazione dal vivo a Caracas il 17 novembre 1973 |      |
| 2014             | Accardo - Galzio in Concerto Tartini Schumann Brahms Ravel Wieniawski Dinicu | Italia Mondo Cultura | CD        | Registrazione dal vivo Pieve a Elici (Lucca), 7 settembre 1972 e Firenze 10 settembre 1972                                                                                                |      |

## Eredità culturale
Sin dai primi anni in Venezuela, Corrado Galzio fa parte di un gruppo di artisti di avanguardia emigrati nel paese latinoamericano dopo i tragici eventi del secondo conflitto mondiale. Tra questi si ricorda il pittore e scultore Giorgio Gori, il pittore cecoslovacco Guillermo Heiter, il compositore italiano Primo Casale, l’architetto italiano Graziano Gasparini, l’architetto e caricaturista spagnolo Eduardo Robles Piquer (in arte conosciuto come RAS) e molti altri. 
L’accoglienza dei talenti artistici europei era una componente delle politiche di sviluppo culturale dell’allora Presidente della Repubblica Venezuelana, Marcos Pérez Jiménez. 
Oggi il Venezuela vanta alcune delle più importanti istituzioni di musica classica al mondo. Numerose orchestre, dagli anni ’60, sono sorte in tutto il territorio nazionale e alcune di queste si sono affermate a livello internazionale.
Durante gli anni della sua attività, Galzio, in collaborazione con eminenti colleghi venezuelani ed europei, ha lavorato instancabilmente per selezionare talenti musicali dalle orchestre di El Sistema e per introdurli in prestigiose formazioni cameristiche in Europa e in Latinoamerica.